# Cubrenuca

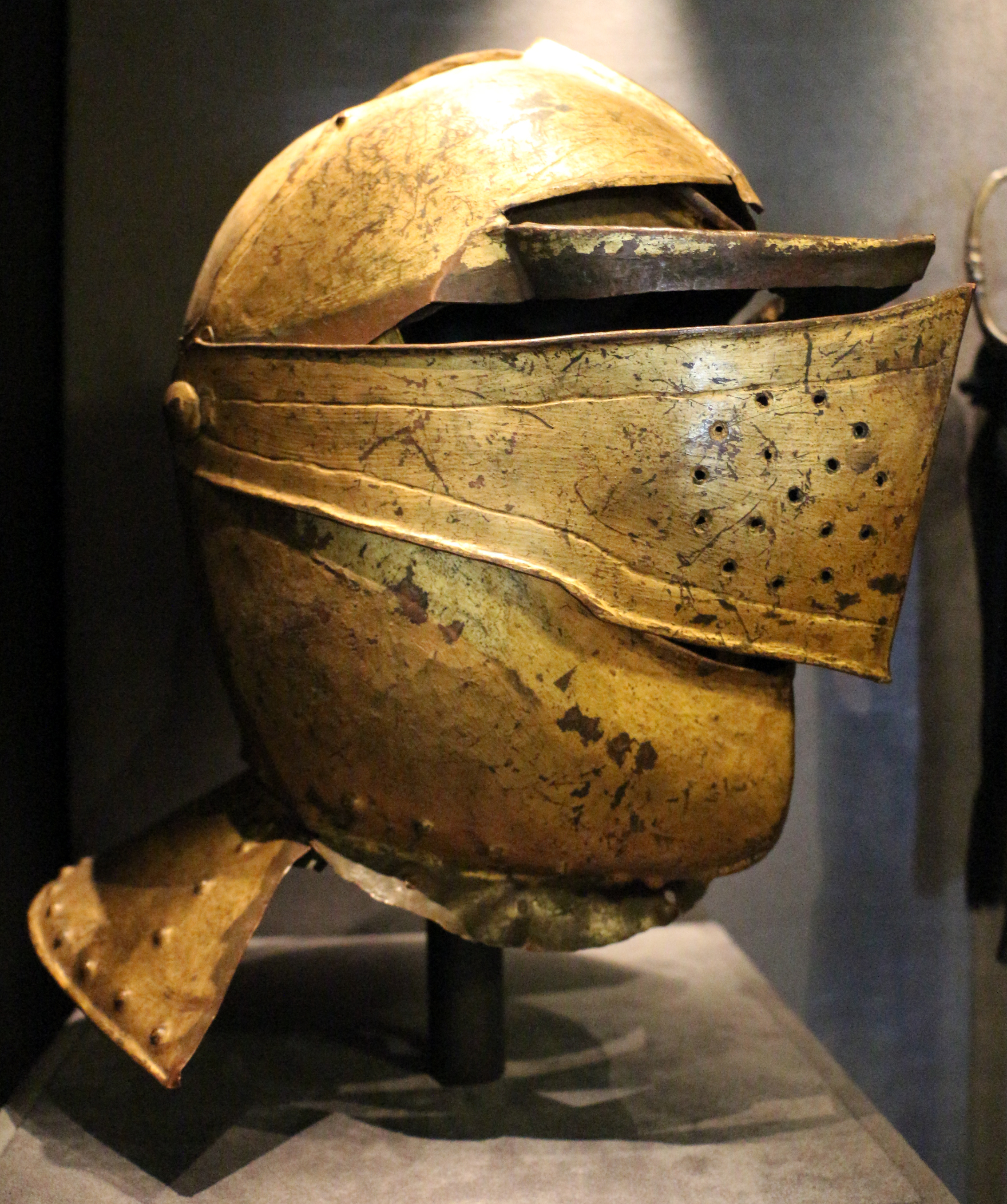
Casco del con cubrenuca

Se llama cubrenuca a la parte posterior del casco de la antigua caballería o de los hombres de armas, que defendía la nuca. 
La llamada cubrenuca de cola de cangrejo estaba formada por planchas de hierro sobrepuestas unas sobre otras de modo que permitía al soldado volver la cabeza hacia todos los lados. 